# Squadriglia 1
1ª Squadriglia Aeroplani da Caccia (röviden:1ª, teljes neve magyarul: 1. Vadászrepülő Osztag) egy olasz vadászrepülő század volt, amely huzamosabb ideig tevékenykedett az első világháború során. Ennél az osztagnál kezdte pályafutását a legeredményesebb olasz ászpilóta, Francesco Baracca (34 igazolt légi győzelem).

## Története

### Megalakulása
Az 1. Vadászrepülő Osztag Olaszország hadba lépése után néhány hónappal, 1915. december 1.-jén alakult meg, Sante Caterinaban. Az osztag Niueport 11-es (francia gyártmányú) vadászgépeket kapott. Az Squadriglia 1-et elsősorban osztrák-magyar pilóták és repülőgépek ellen készítették fel.

### Azelső világháborúban
Az 1. Vadászrepülő Osztag a háború elején az Olasz Légierő egyik legütőképesebb alakulata volt. Ezt bizonyítja az is, hogy a legeredményesebb pilóták közül ketten is (Francesco Baracca 34 igazolt légi győzelem, és Fulco Ruffo di Calabria 20 igazolt légi győzelem) itt kezdték bontogatni szárnyaikat. Az osztag ászpilótái főként Hansa-Brandenburg C.I-es repülőgépeket lőttek le, de több Lloyd C.III-as is áldozatuk lett. Az osztag legeredményesebb pilótája Francesco Baracca volt, aki 34 légi győzelme közül 3-at itt szerzett. Mögötte áll holtversenyben Luigi Olivari és Fulco di Calabria egy-egy győzelemmel. Bár az osztag ászpilótái 5 igazolt és 1 igazolatlan légi győzelme szereztek, valószínűleg az ászpilótákon kívül más is ért el győzelmeket ebben a repülőszázadban.

## Lásd még
- Első világháború
- Olaszország történelme